# Biserica romano-catolică din Acățari

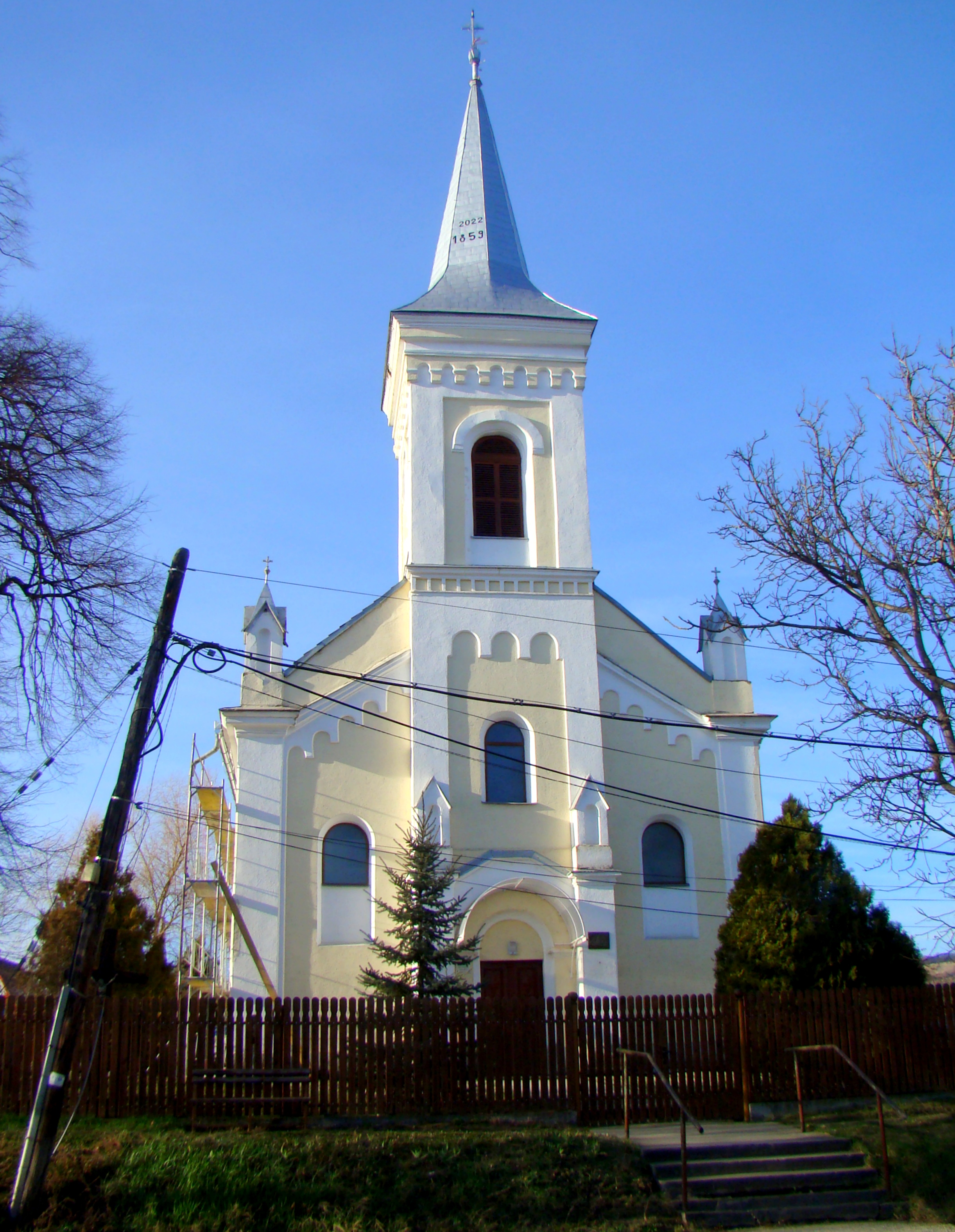
Biserica romano-catolică din Acățari (martie 2022)

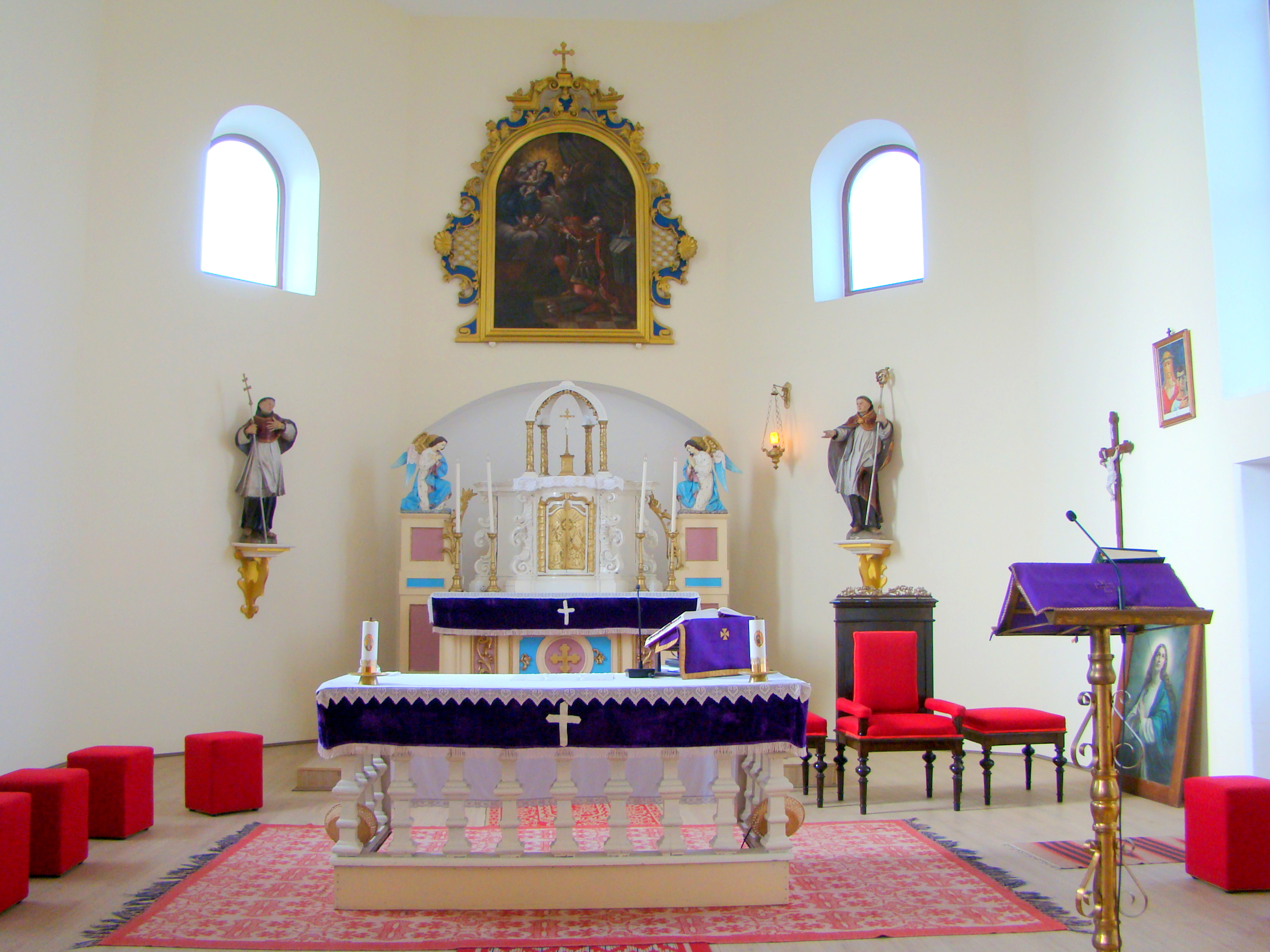
Altarul principal

Biserica romano-catolică din Acățari este un lăcaș de cult aflat pe teritoriul satului Acățari, comuna Acățari. Are hramul „Sfântul Ștefan Rege”.

## Localitatea
Acățari (în maghiară Ákosfalva, în germană Absdorf, Aschdorf, Achsdorf, Achatiusdorf) este satul de reședință al comunei cu același nume din județul Mureș, Transilvania, România. Satul Acățari este atestat documentar în anul 1497 cu numele Achusfalva.

## Biserica
Credincioșii catolici din perioada medievală au devenit în majoritate reformați în timpul Reformei.
Catolicii se reorganizează într-o parohie doar după misiunea iezuită. În 1714 a fost construită o capelă mică, descrisă ca fiind „Gratiosa et spatiosa satis”.
Capela a fost reconstruită în 1797, iar între 1859 și 1862 episcopul Lajos Haynald a construit actuala biserică.  Altarul a fost donat în 1972 de franciscanii din Târgu Mureș.

## Vezi și
- Acățari, Mureș

## Imagini din exterior

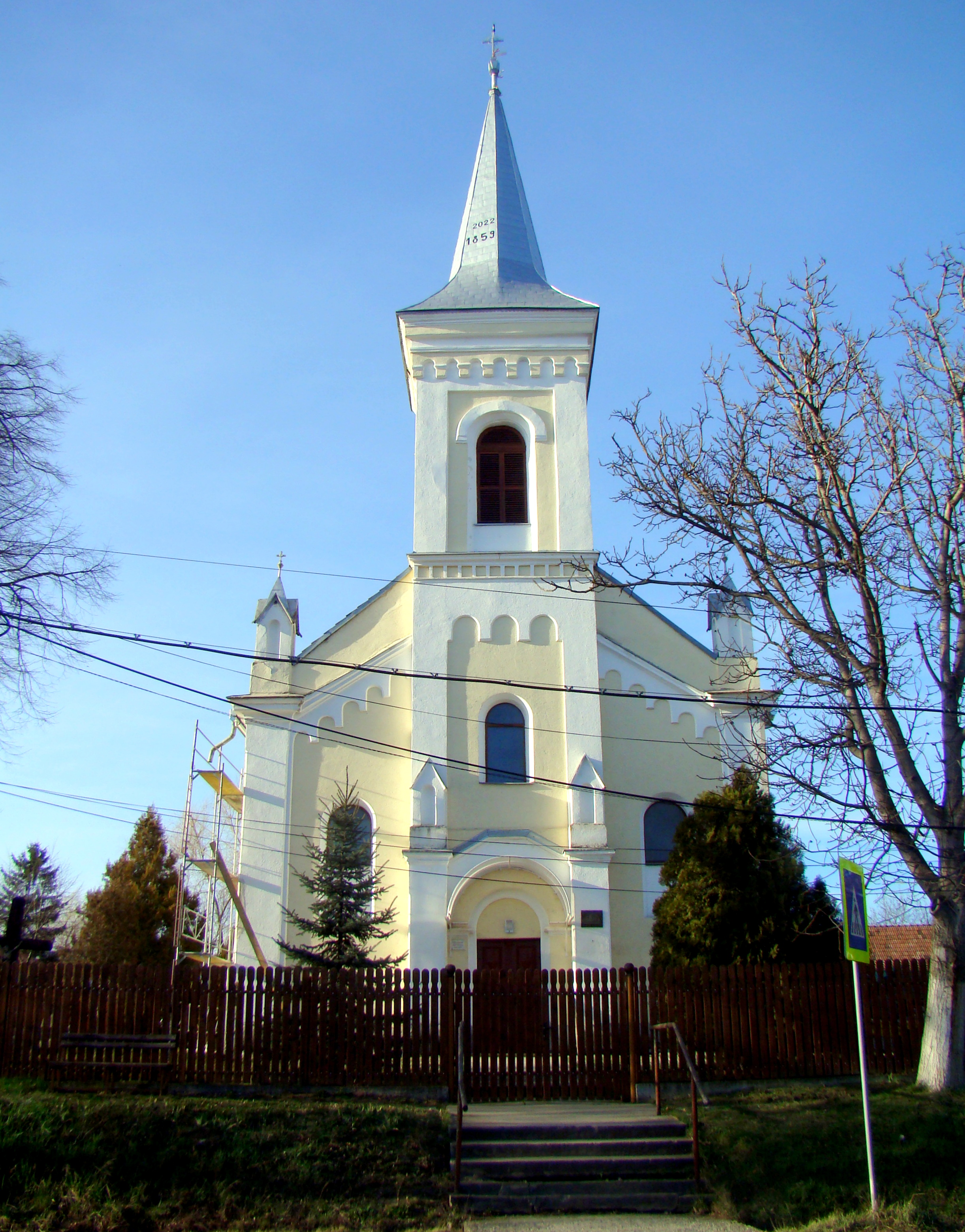
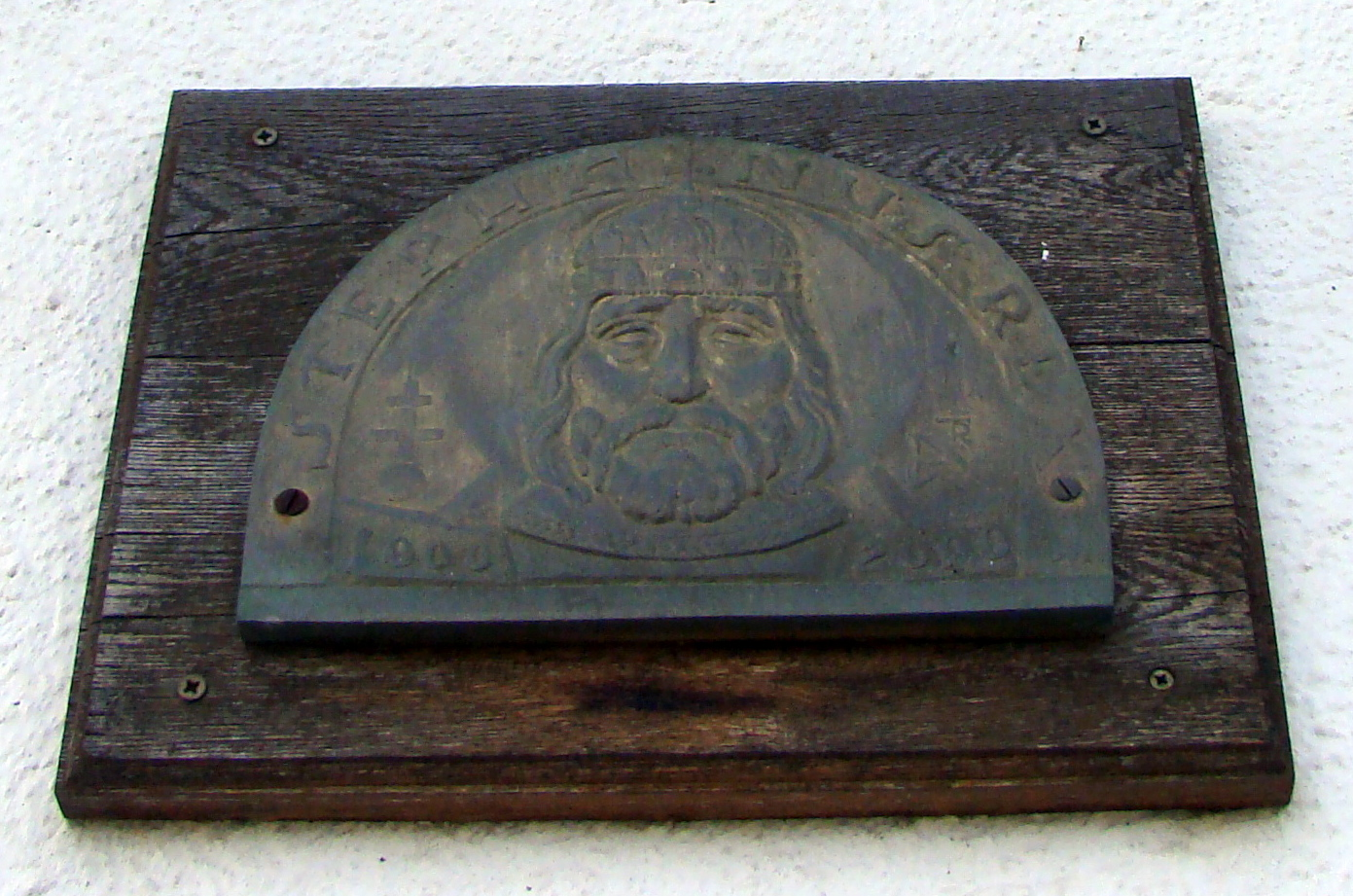
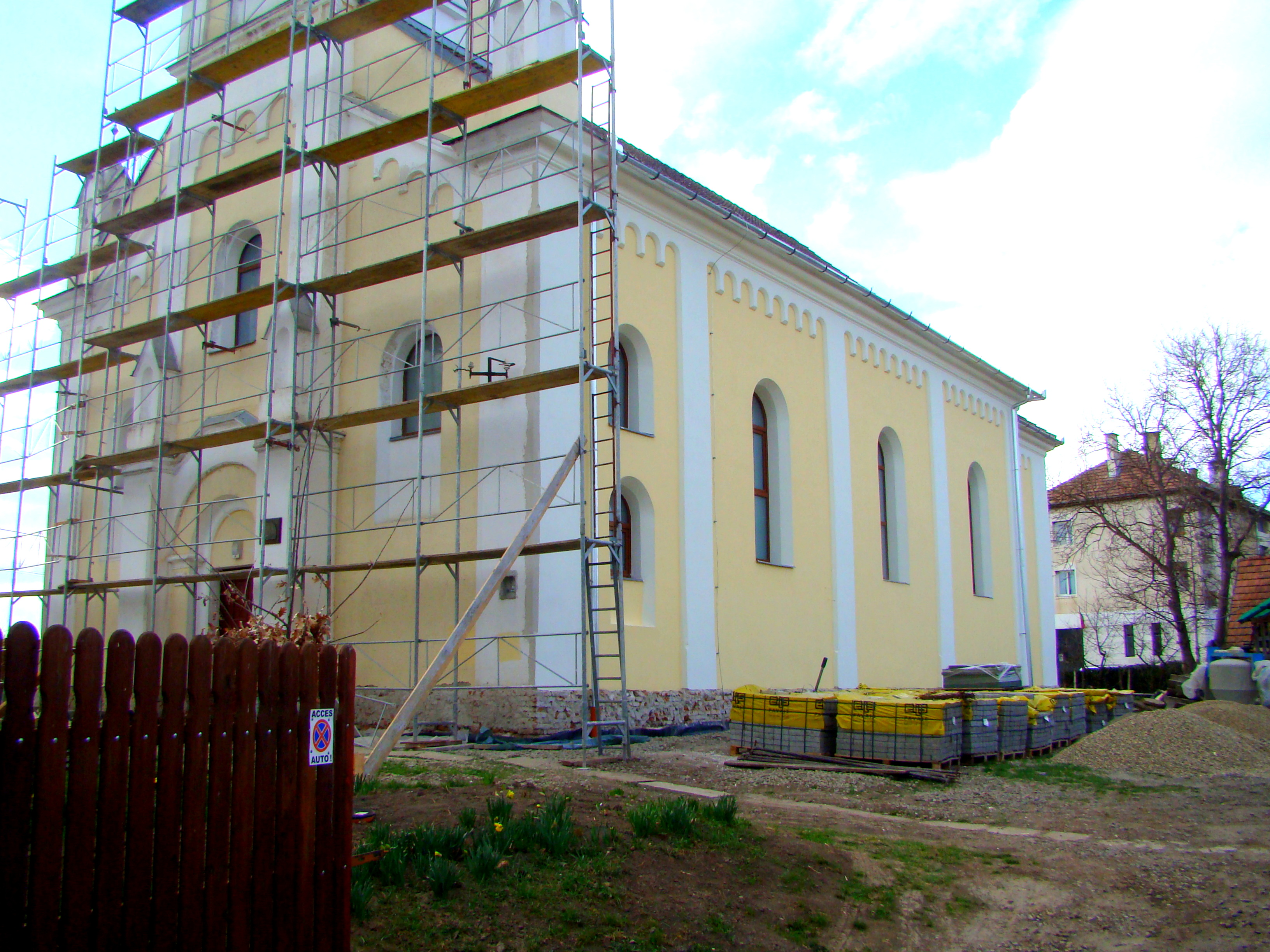
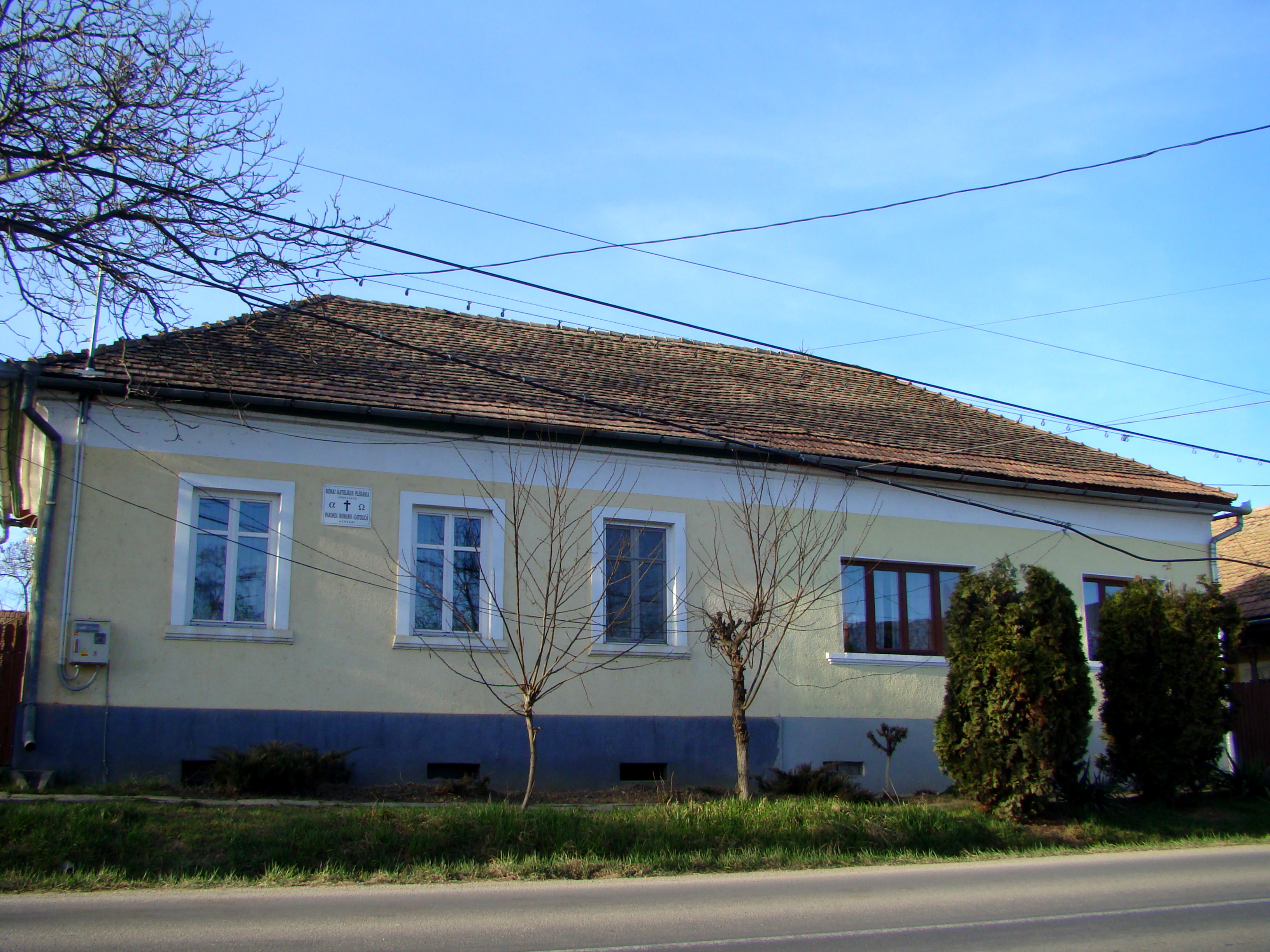
Casa parohială
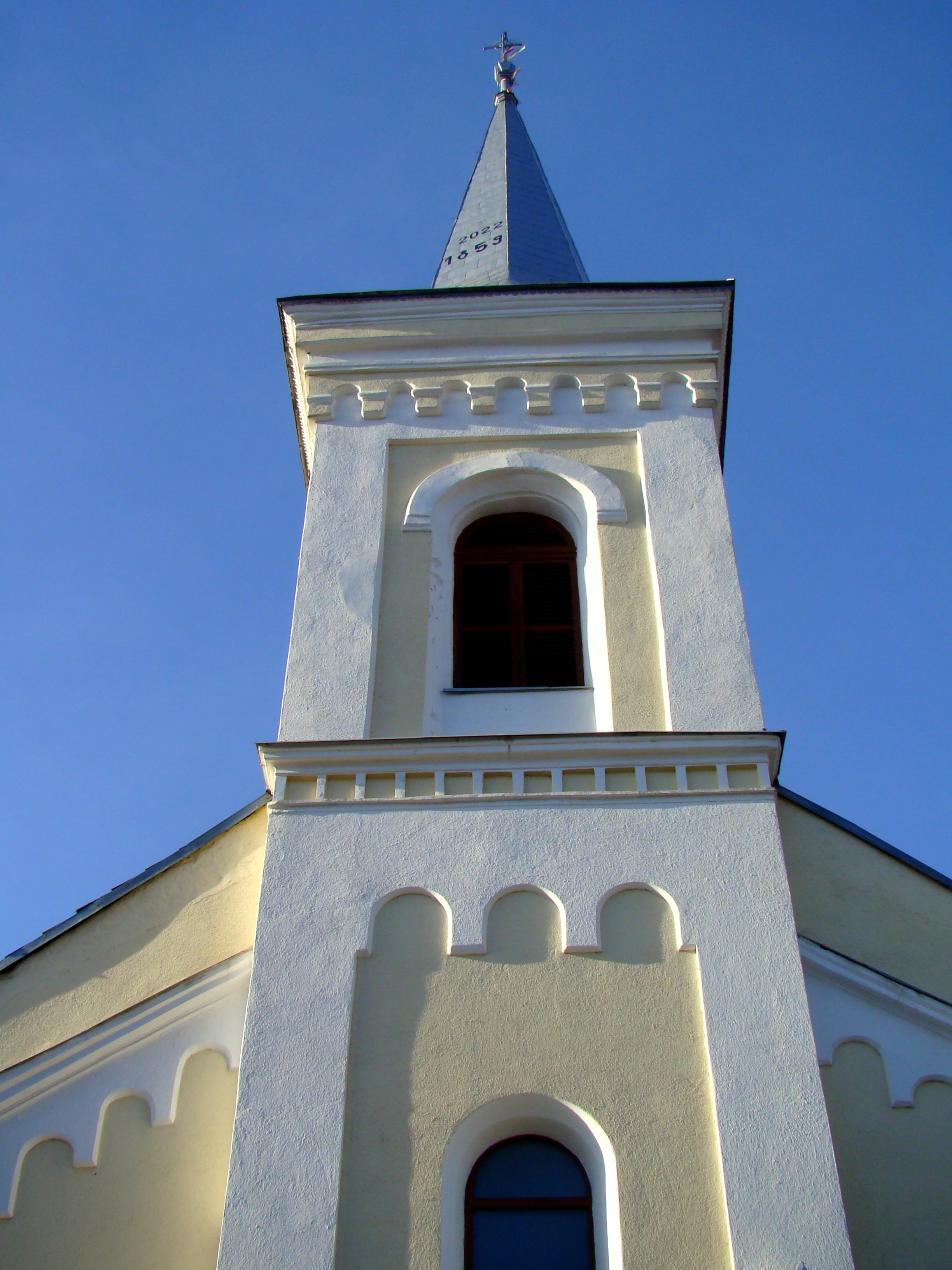
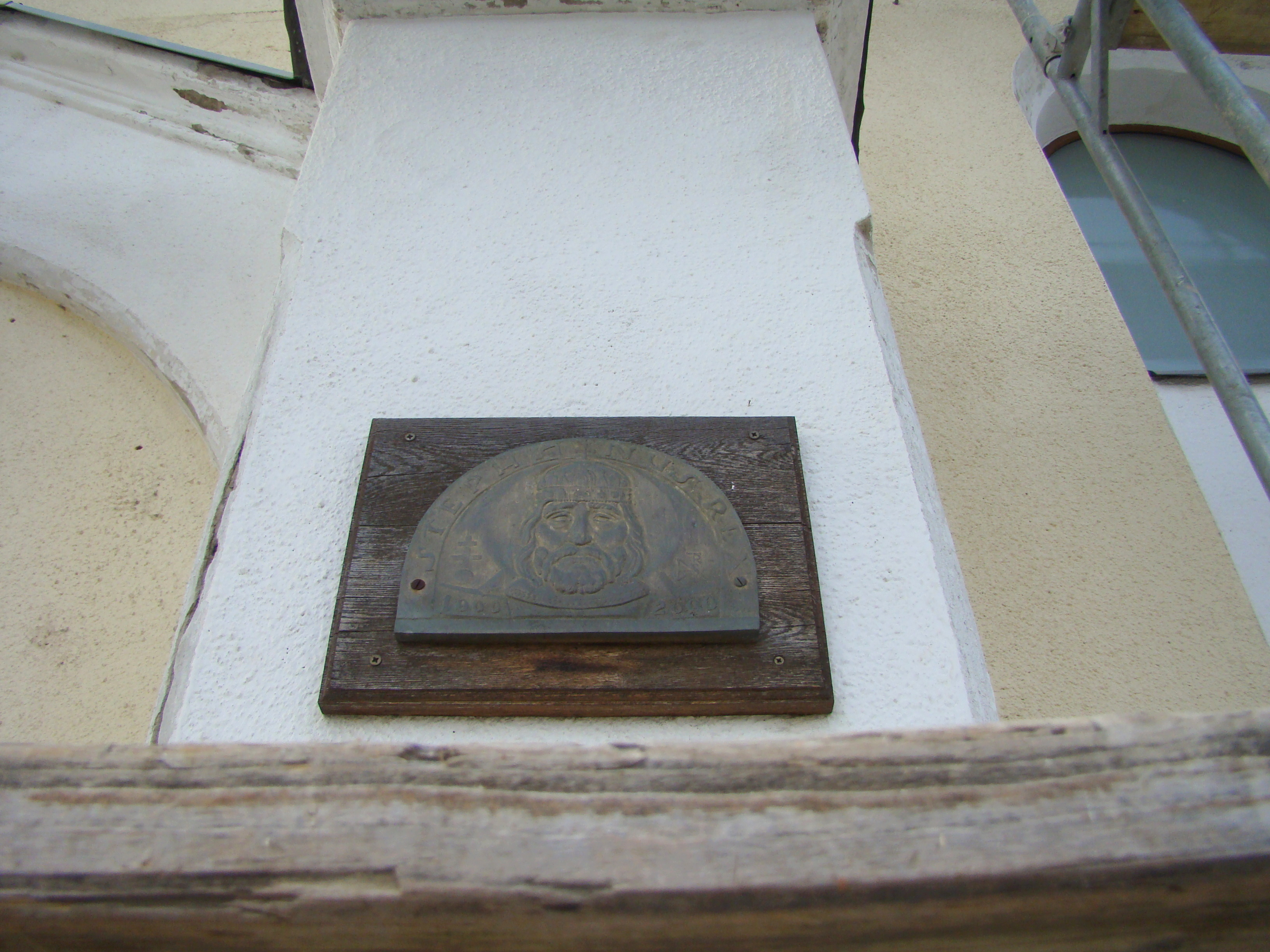
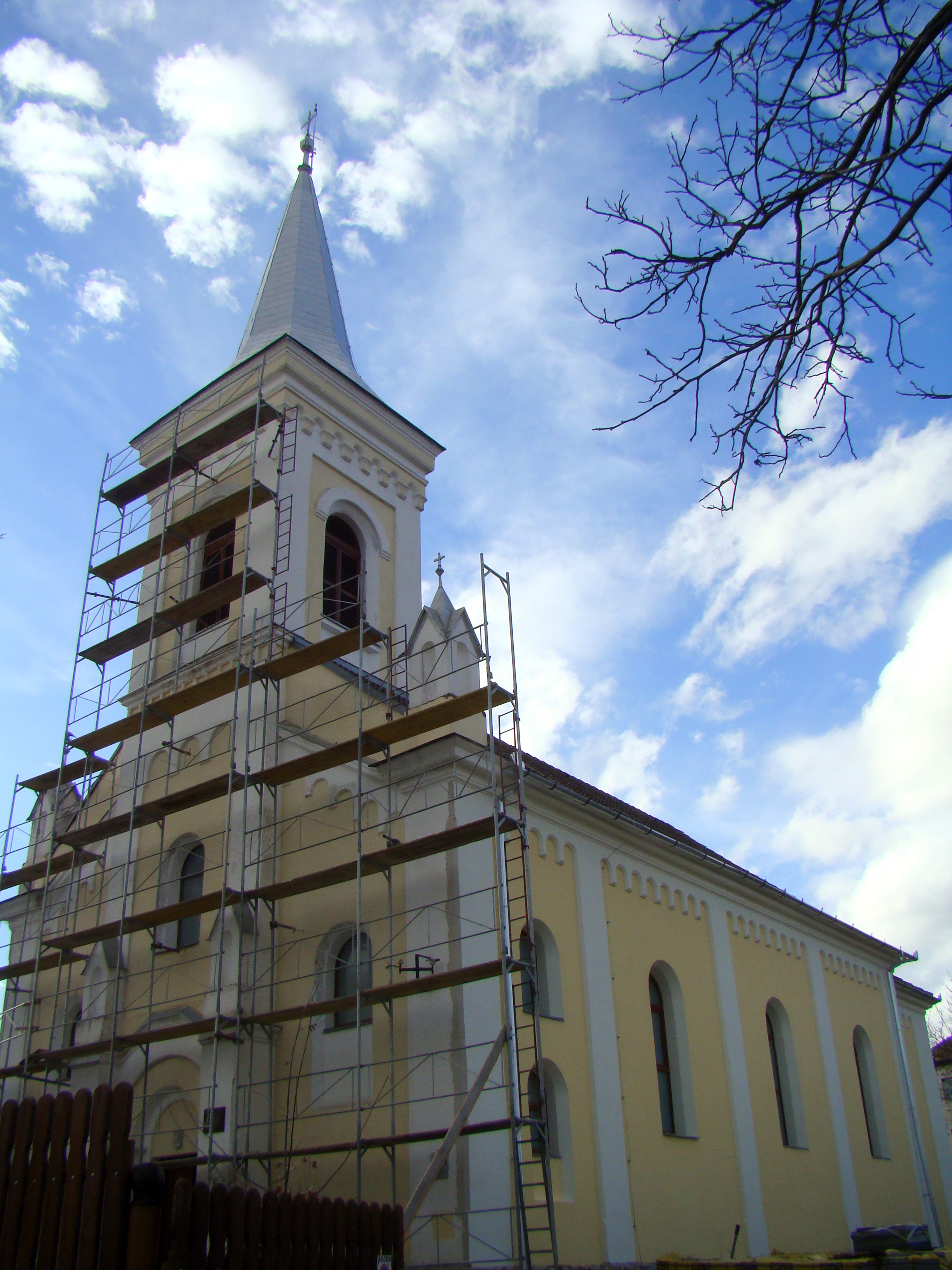

## Imagini din interior

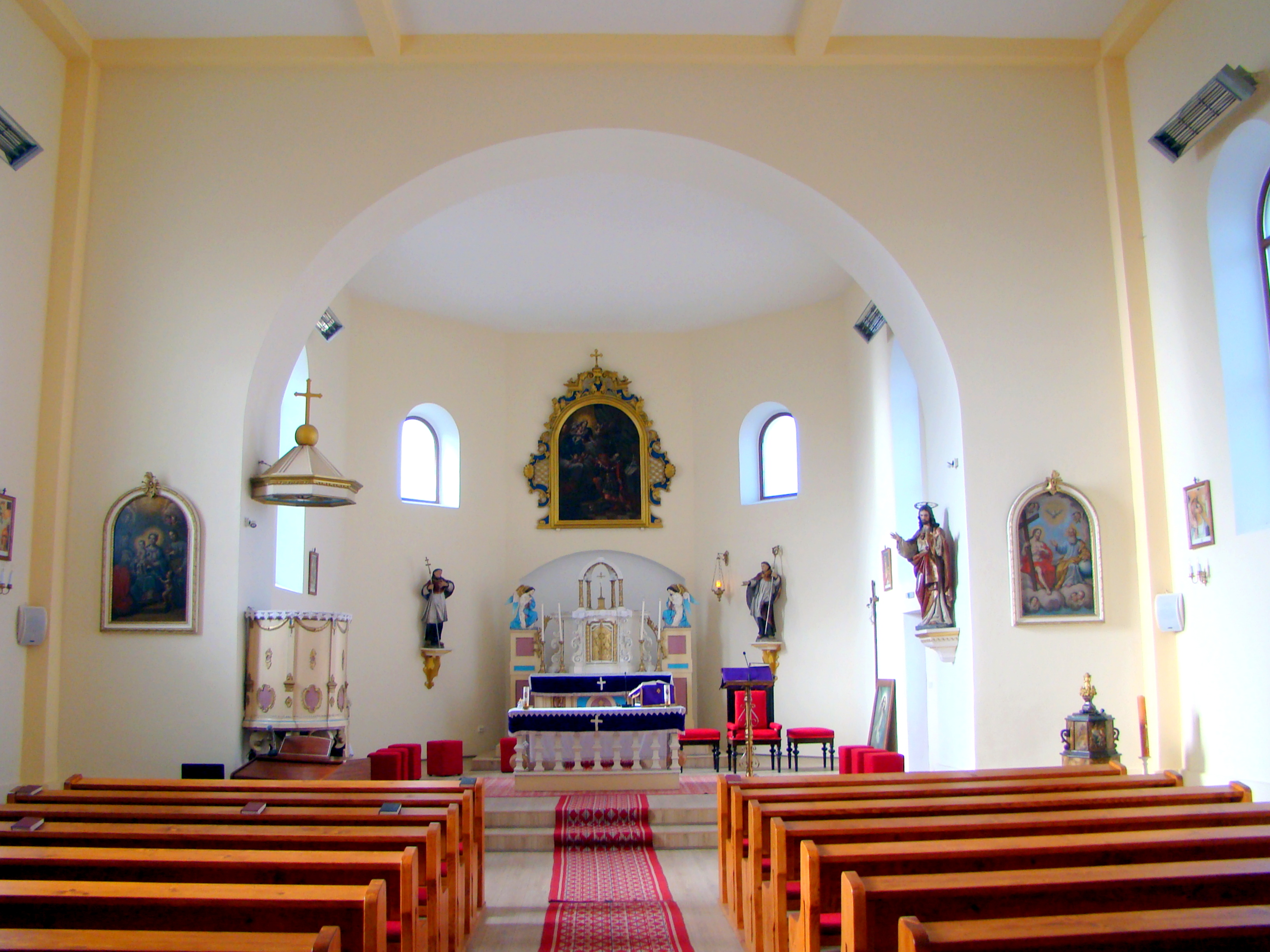
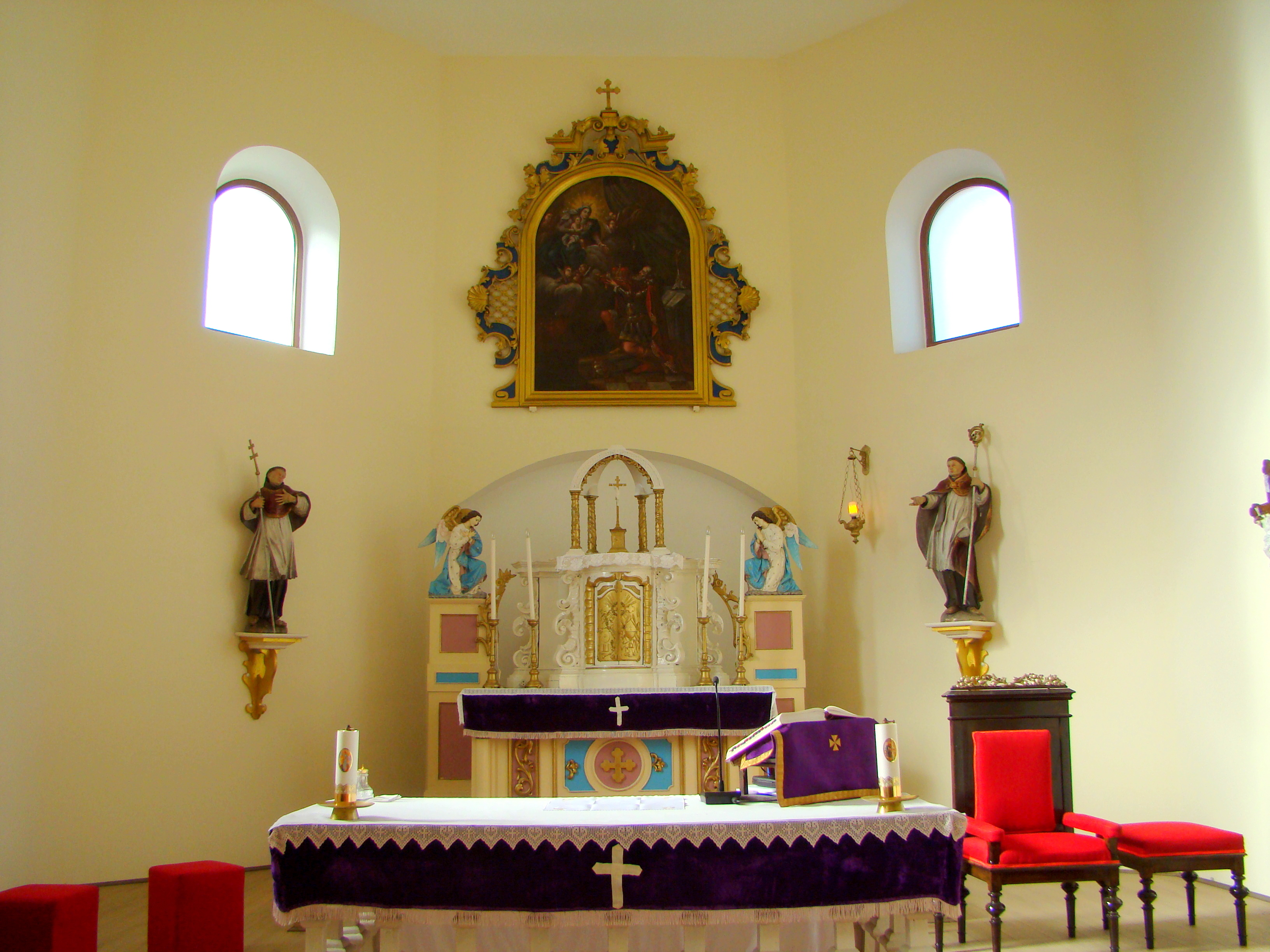
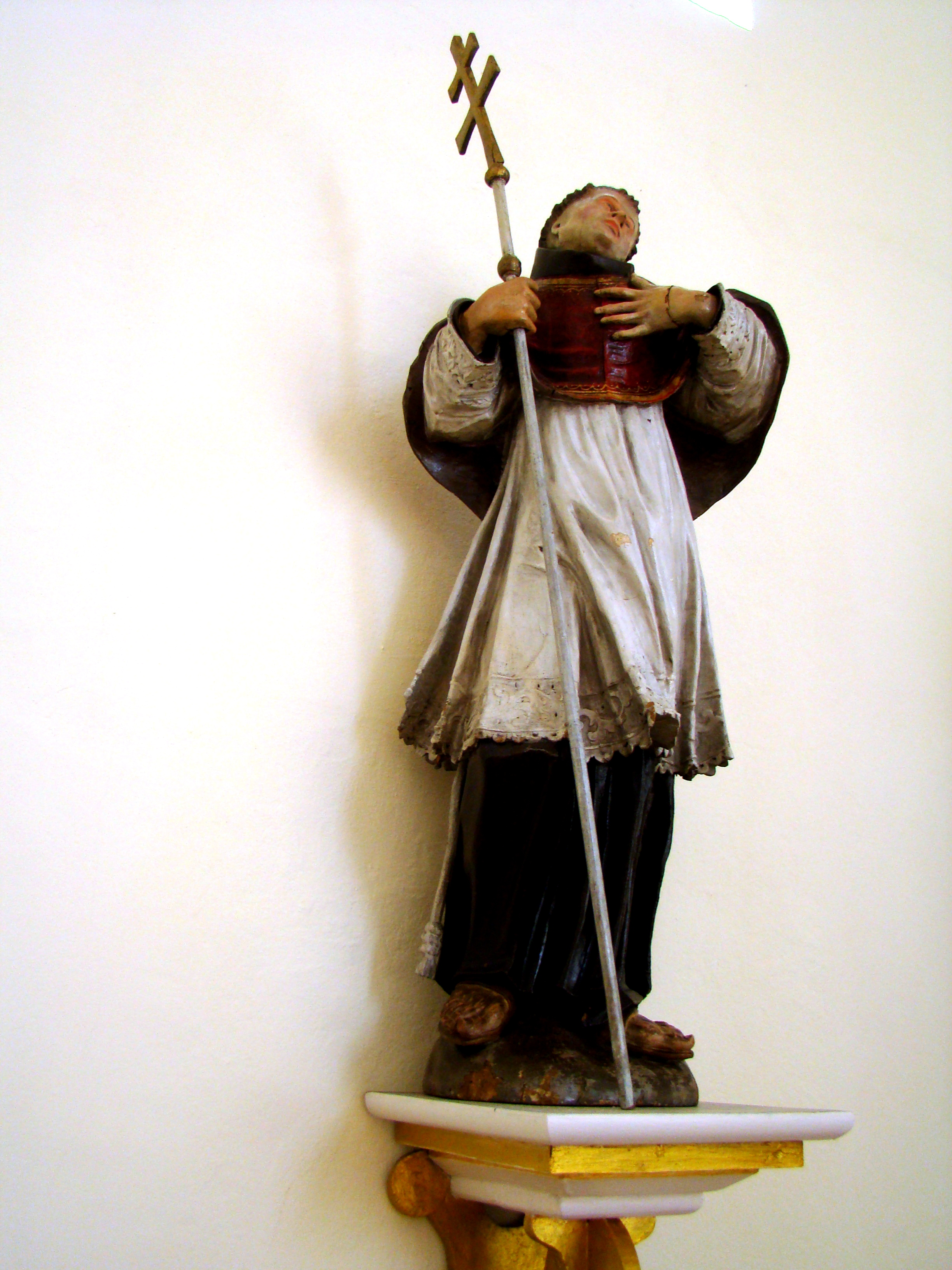
Sfântul Ioan Nepomuk
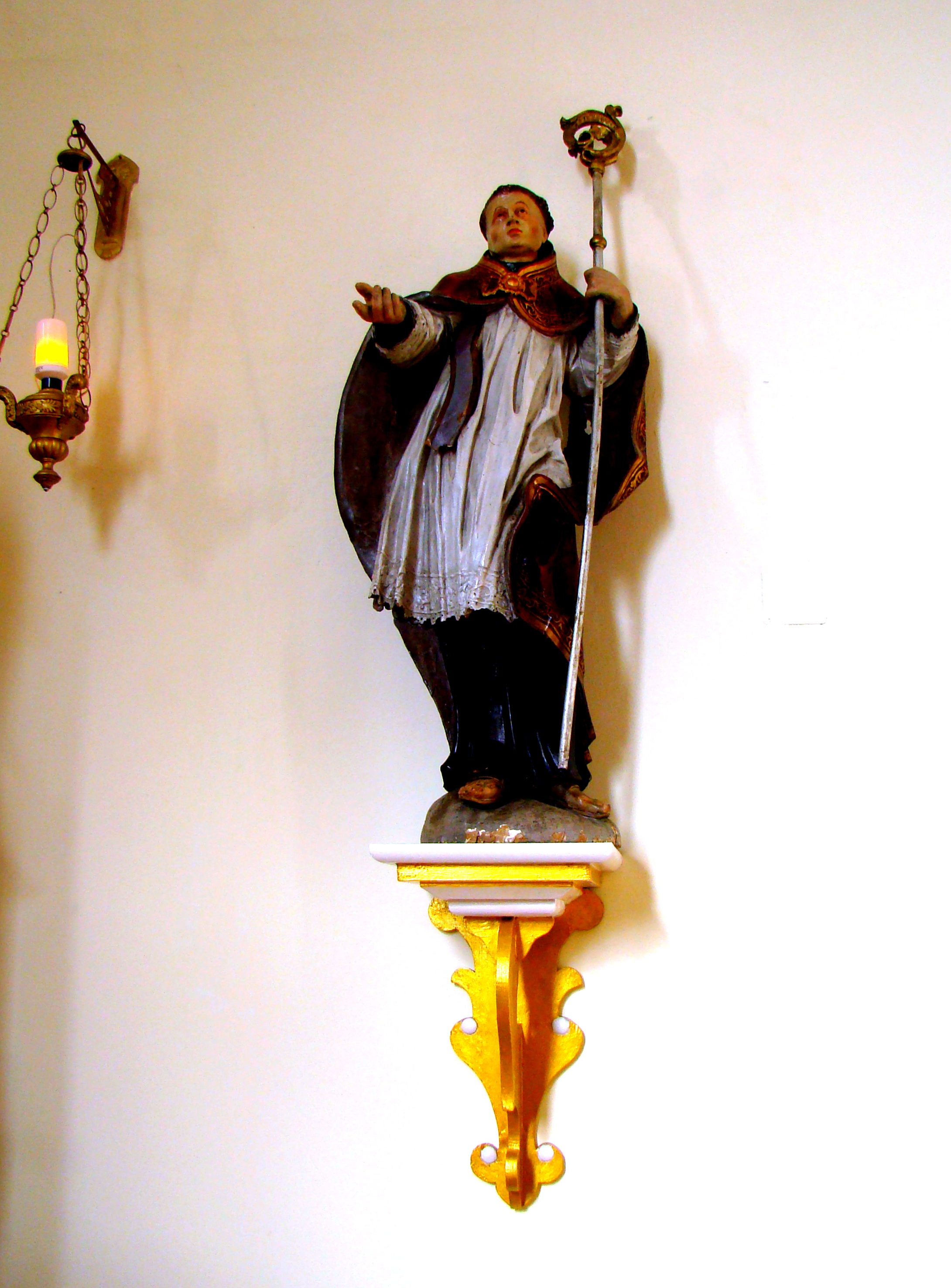
Sfântul Bonaventura
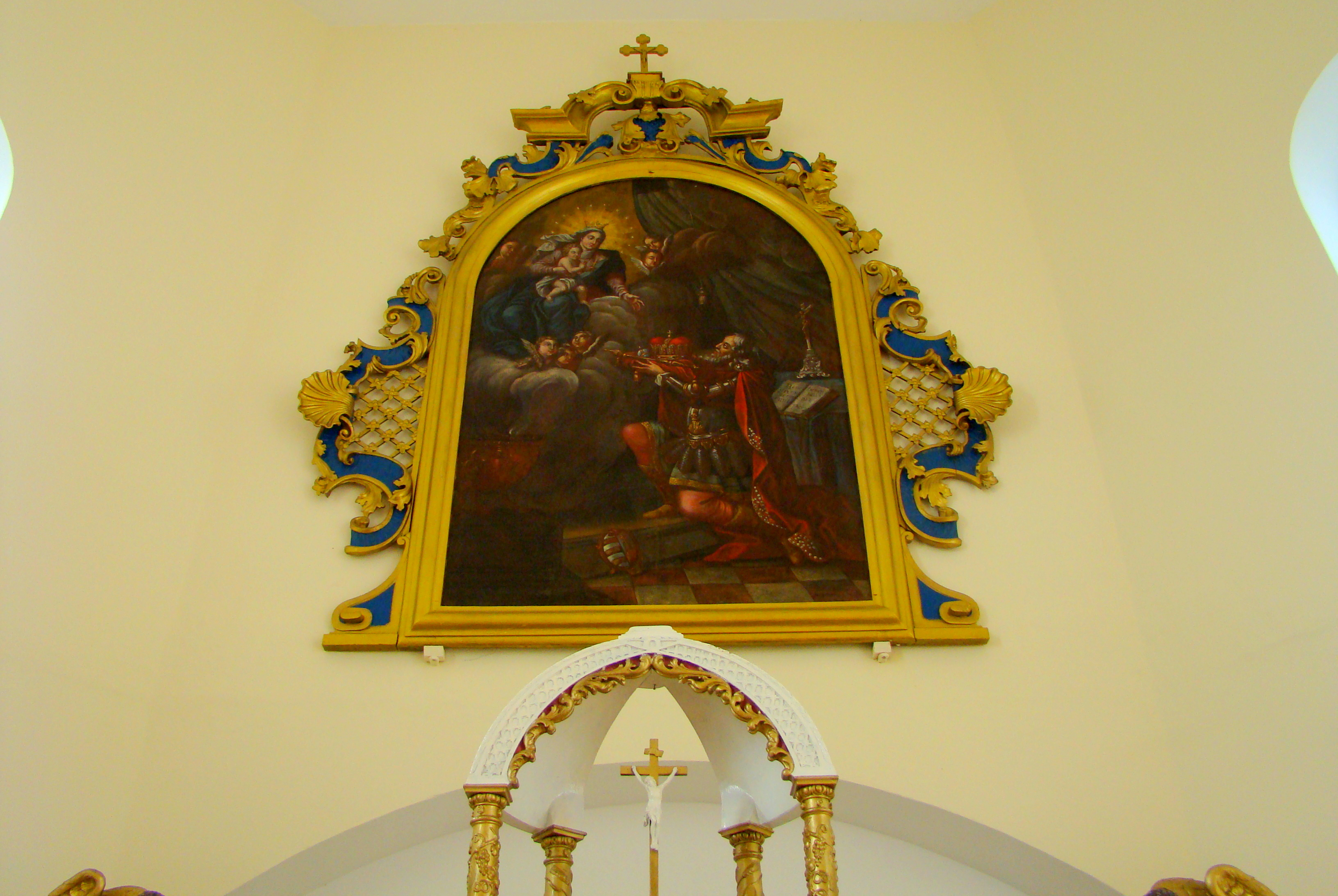
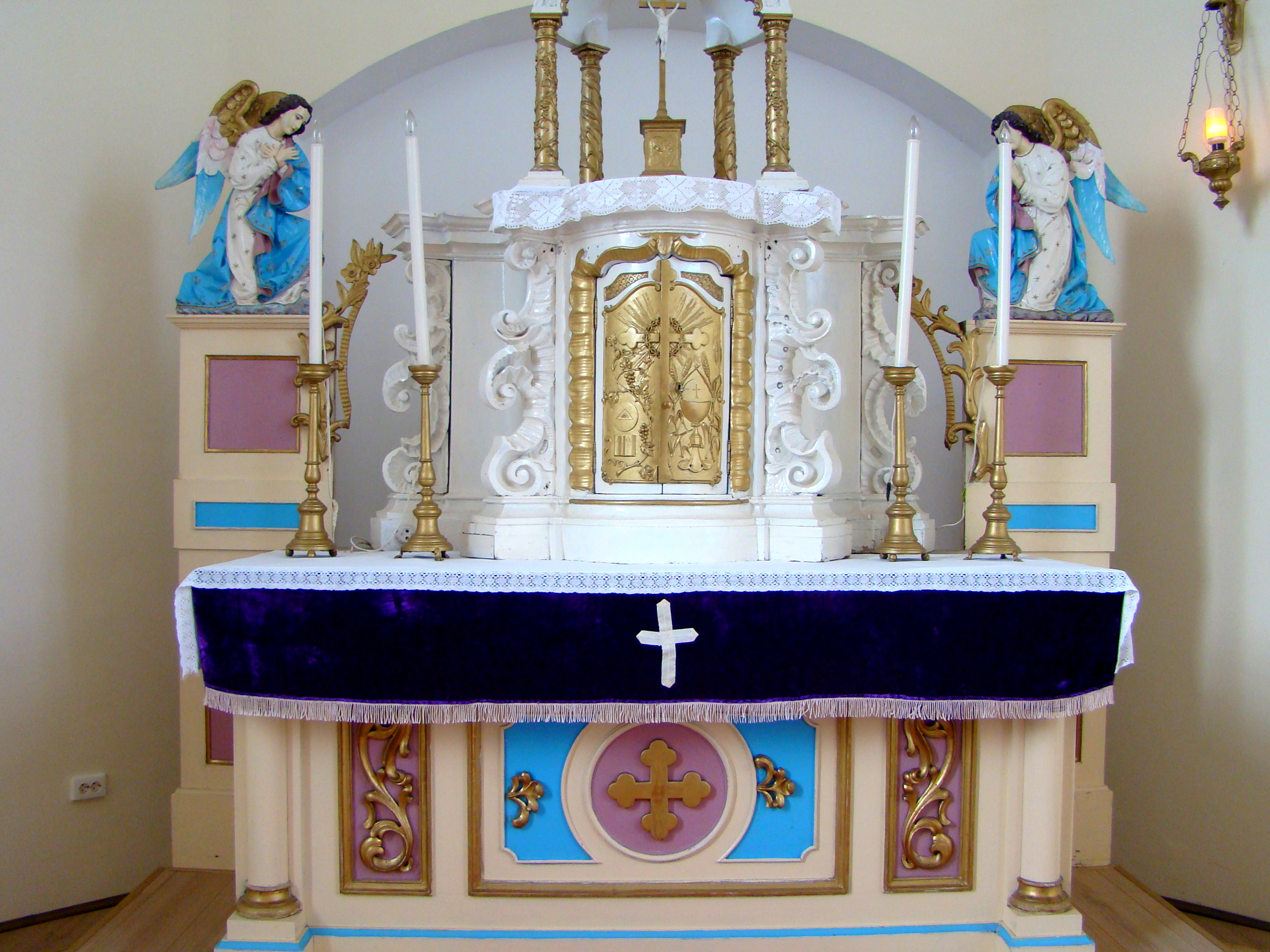
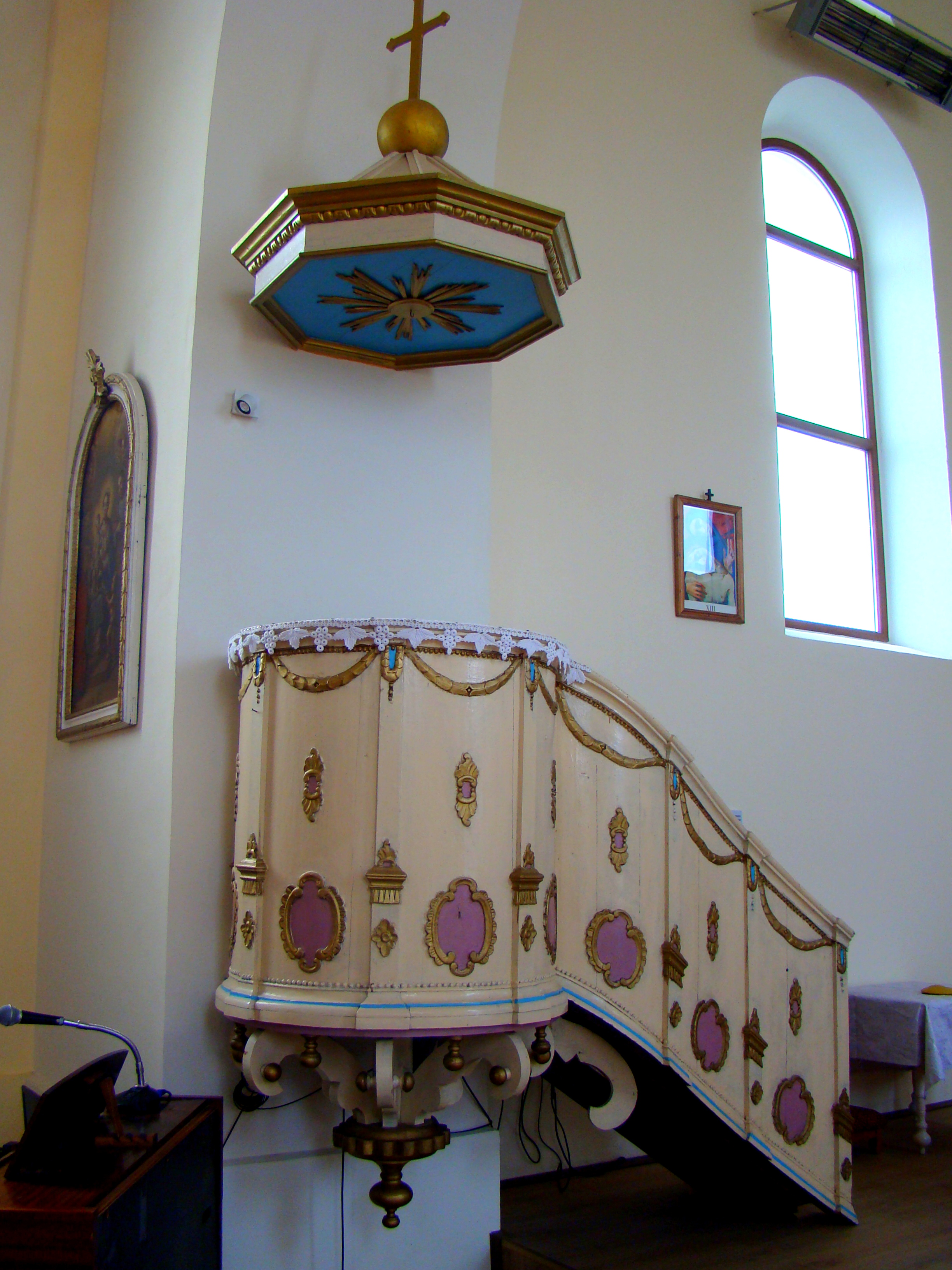
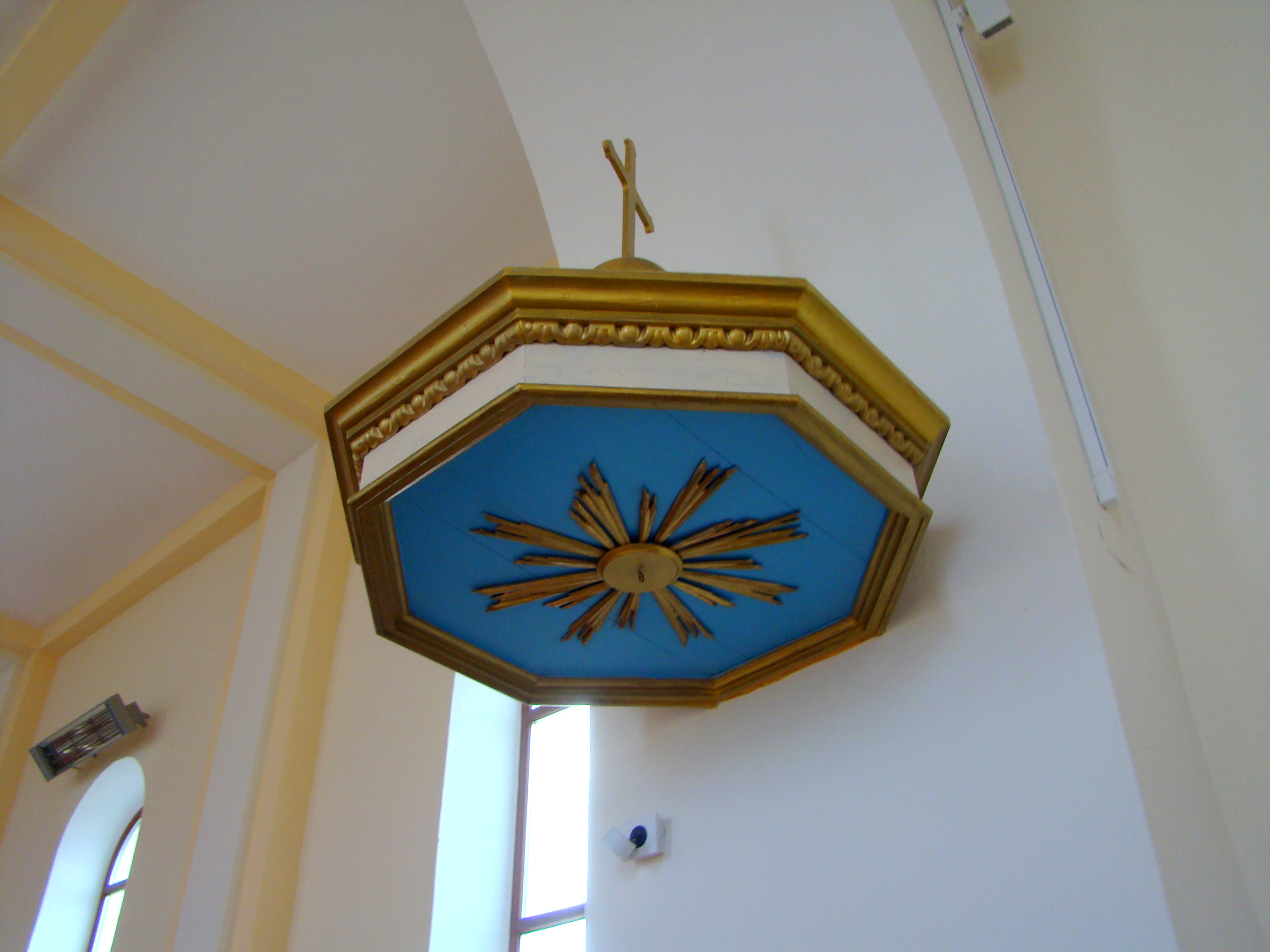
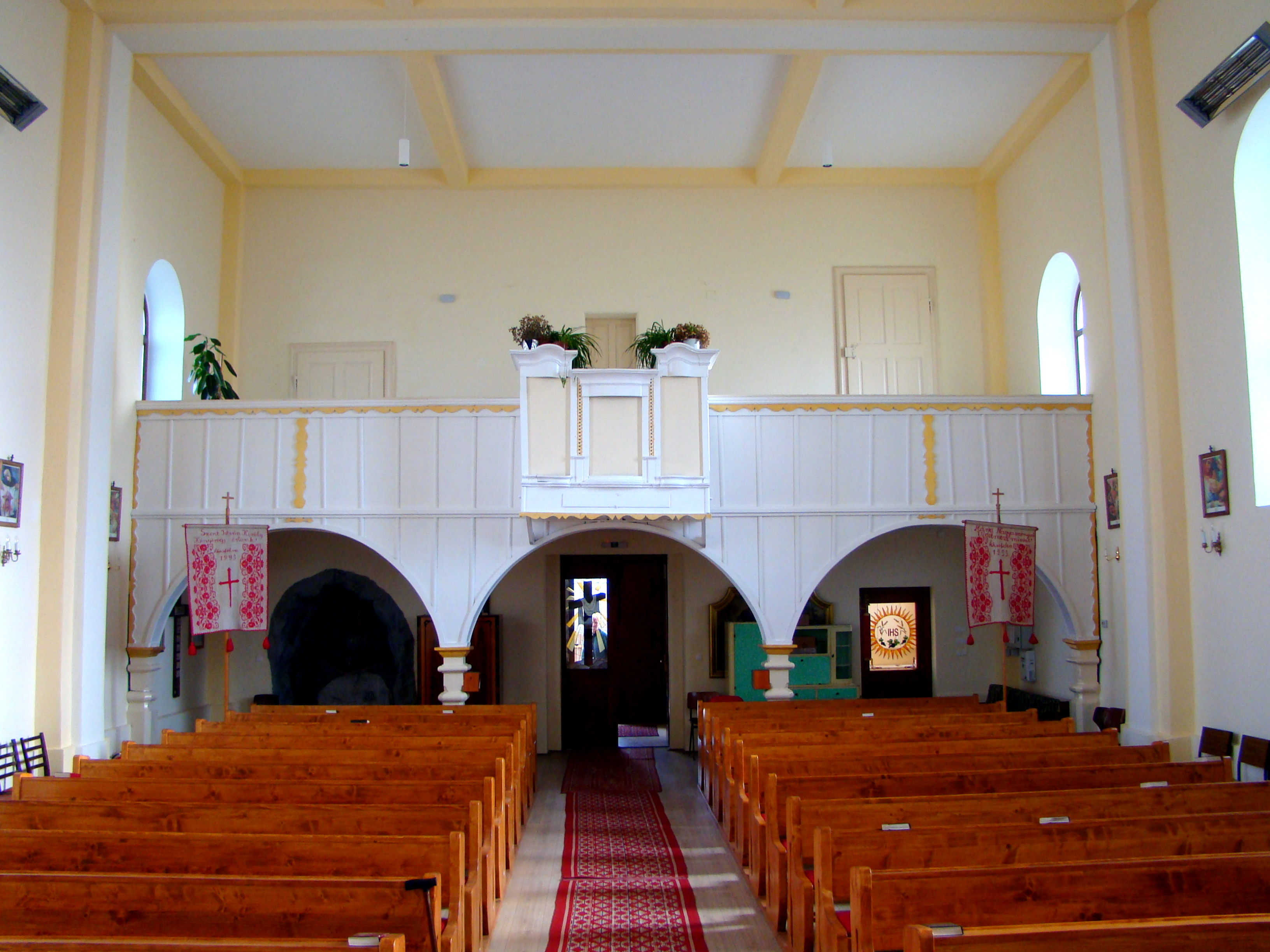
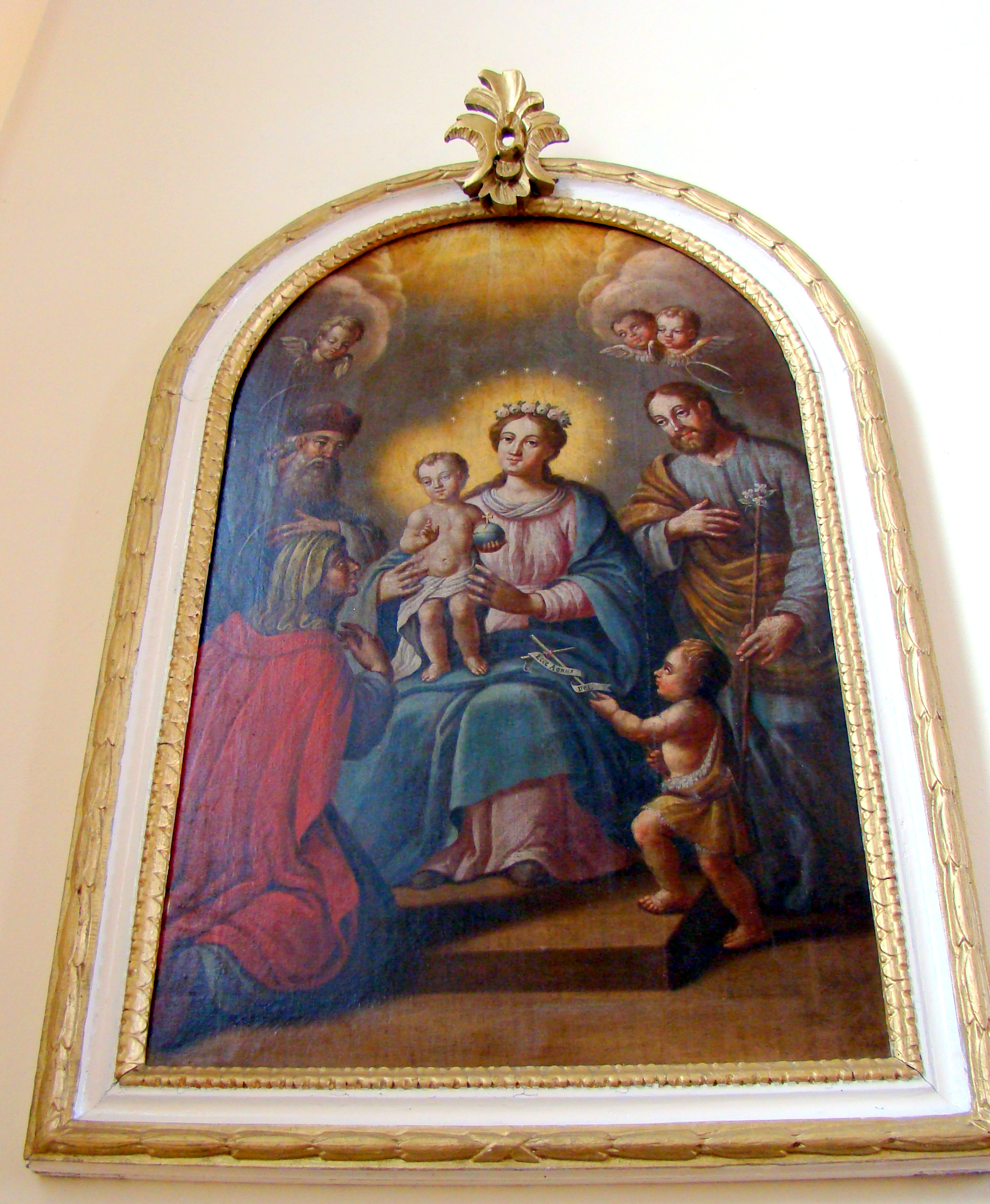
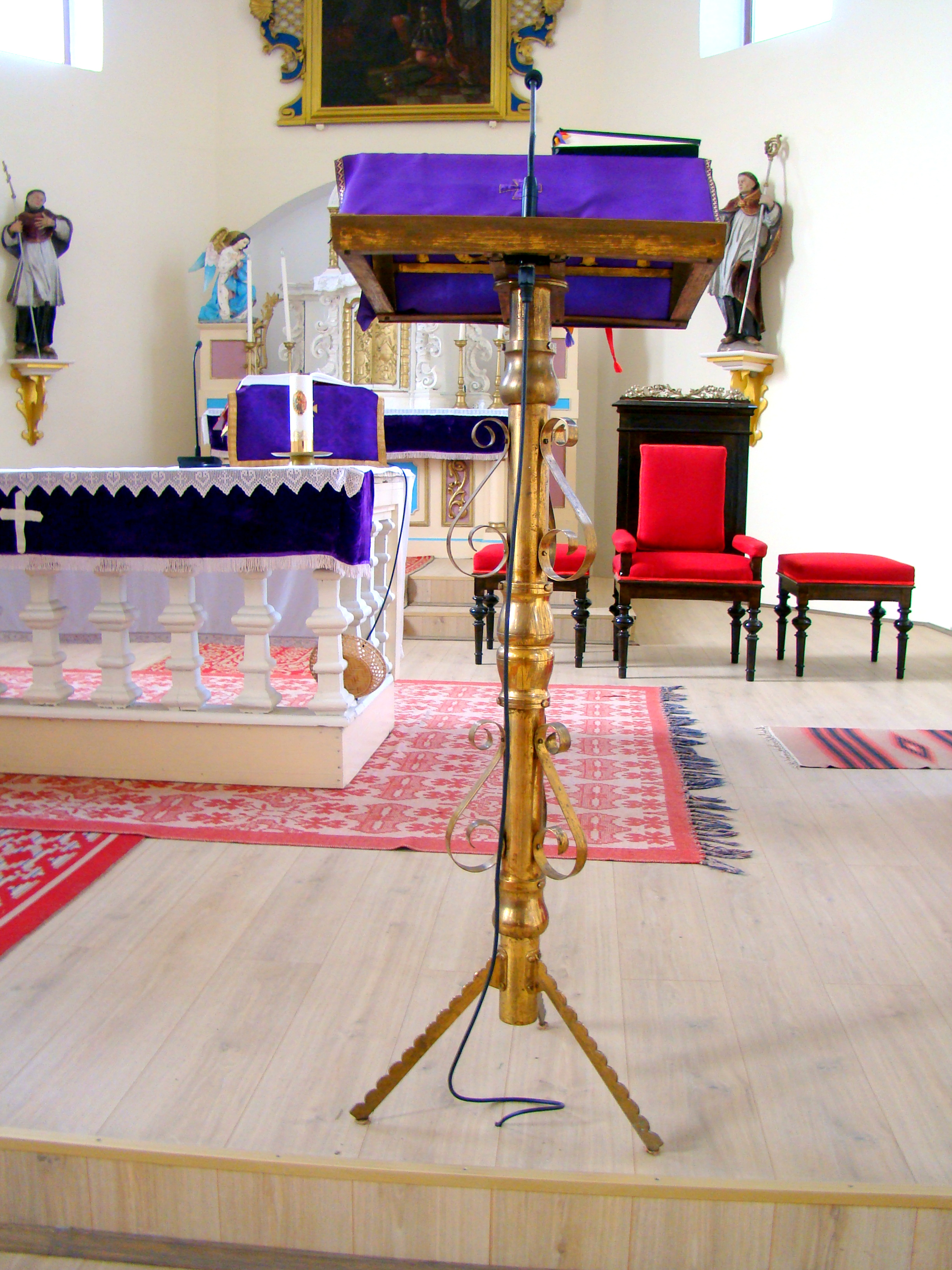
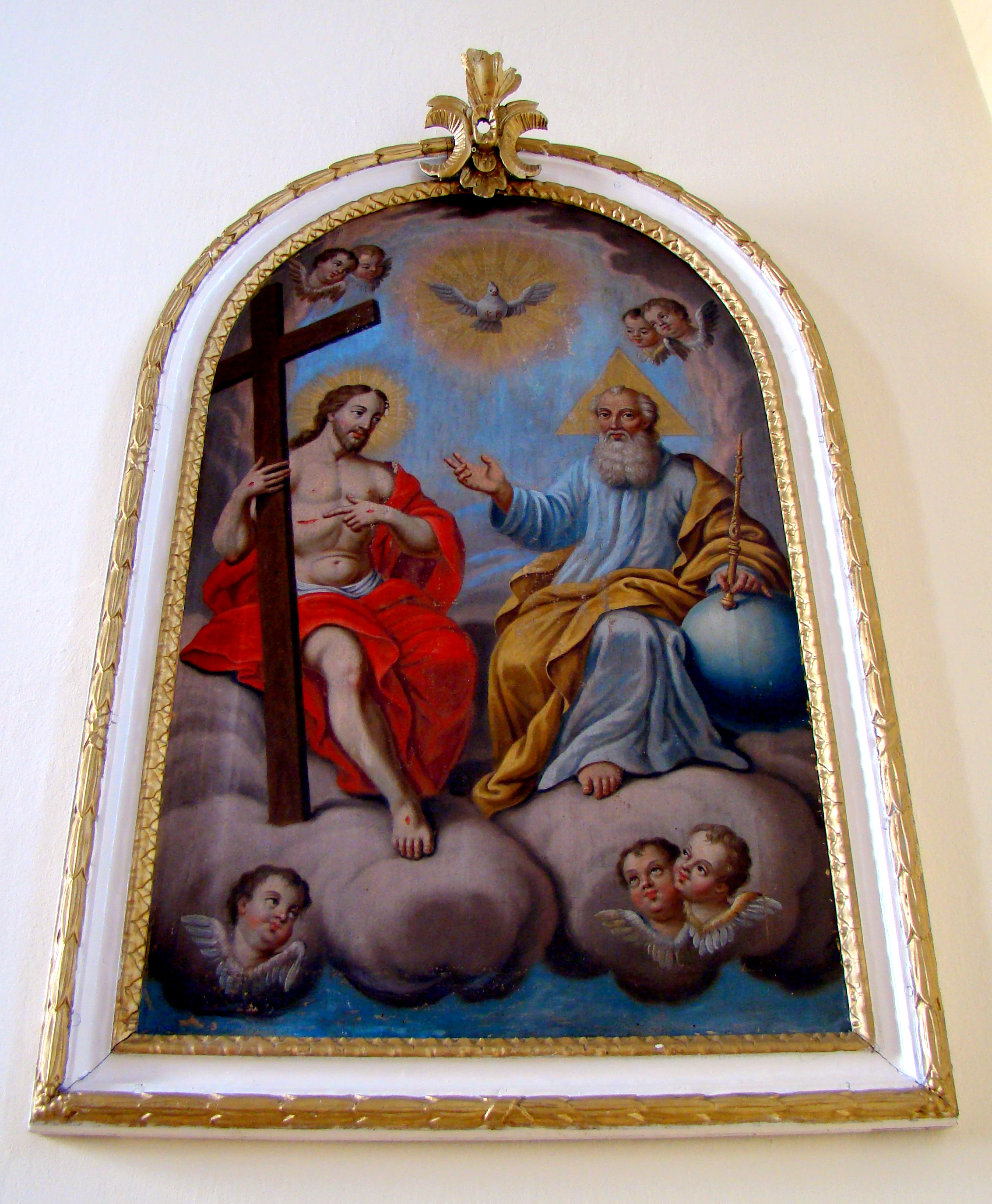
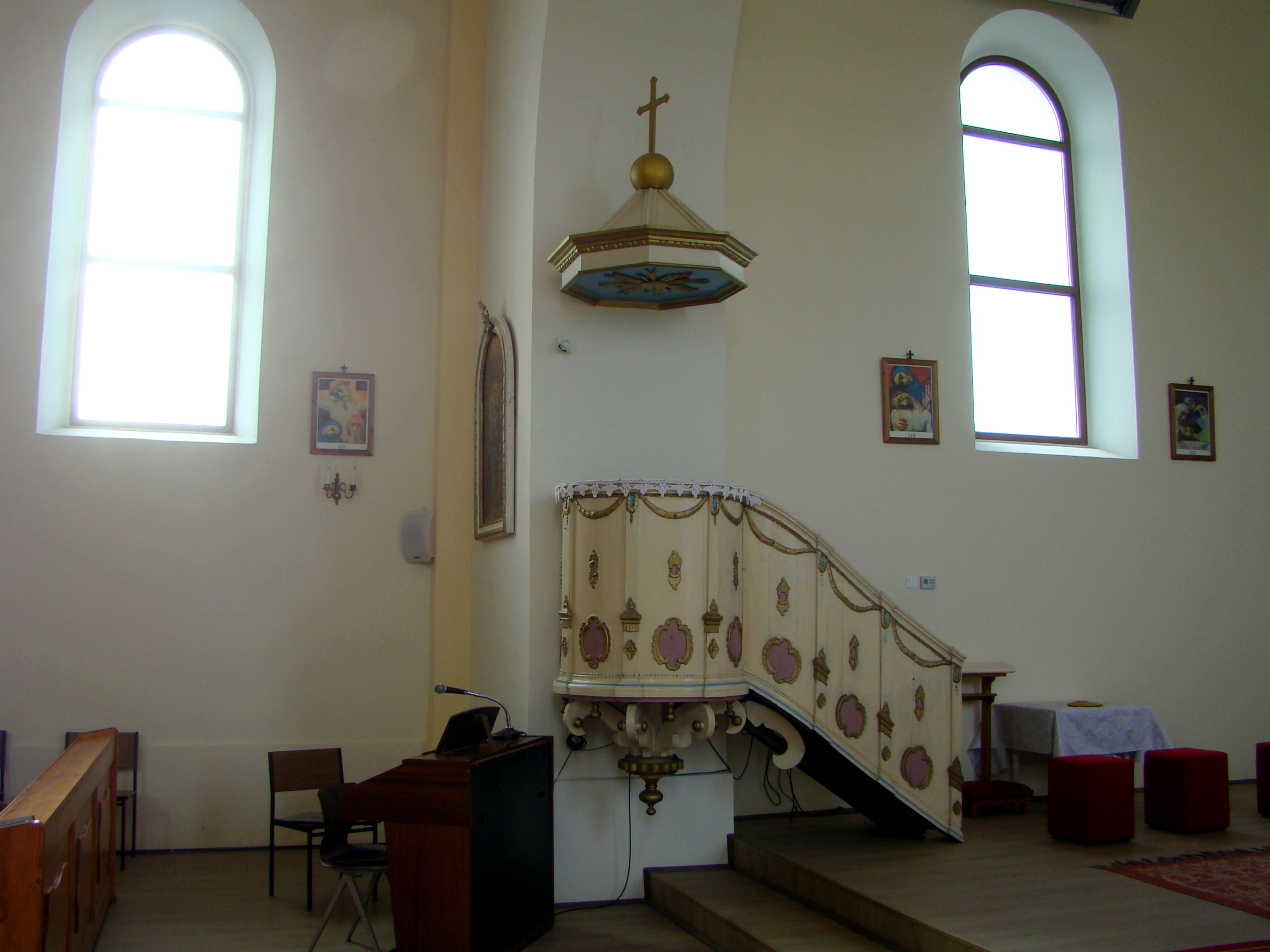
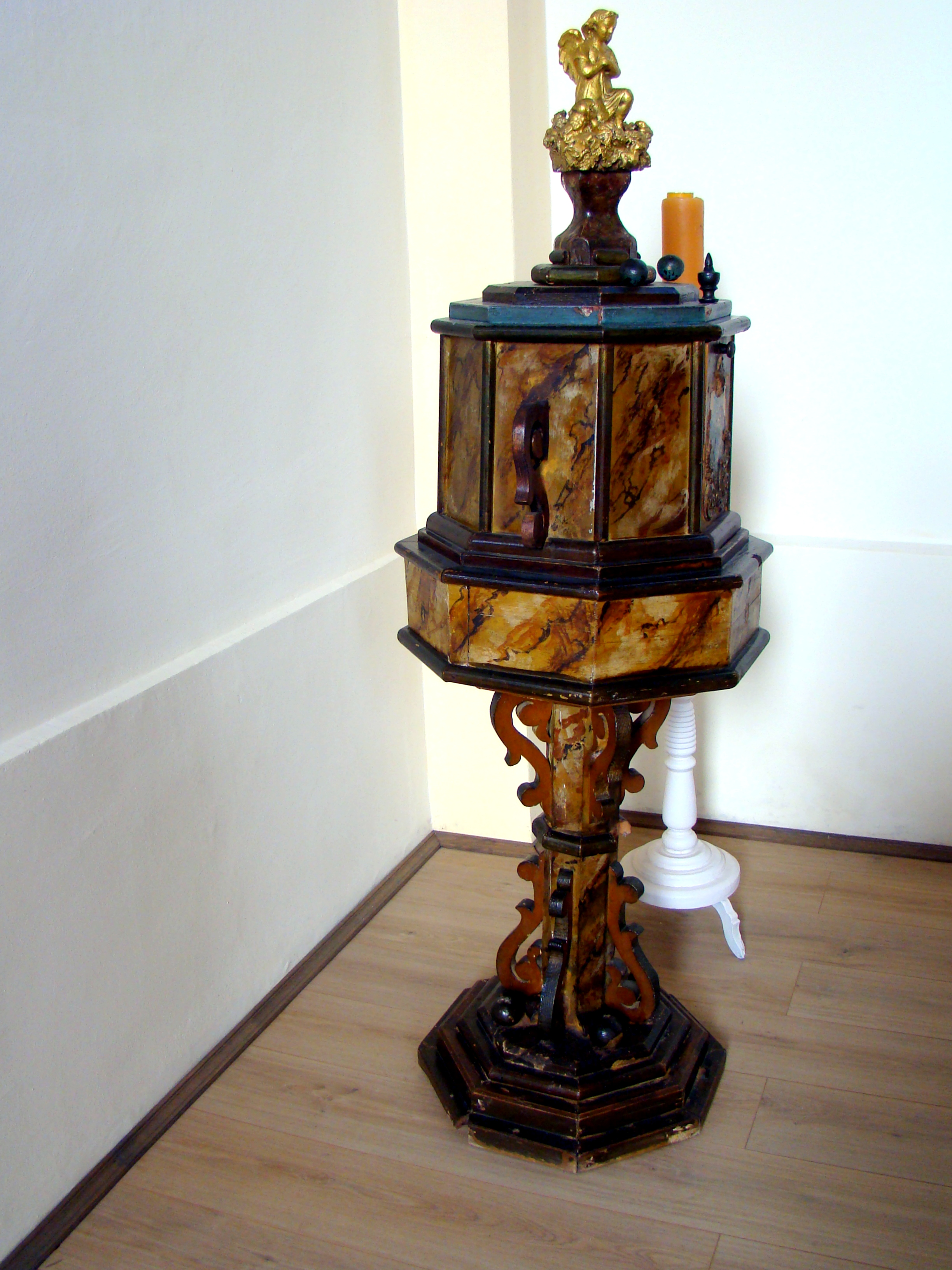
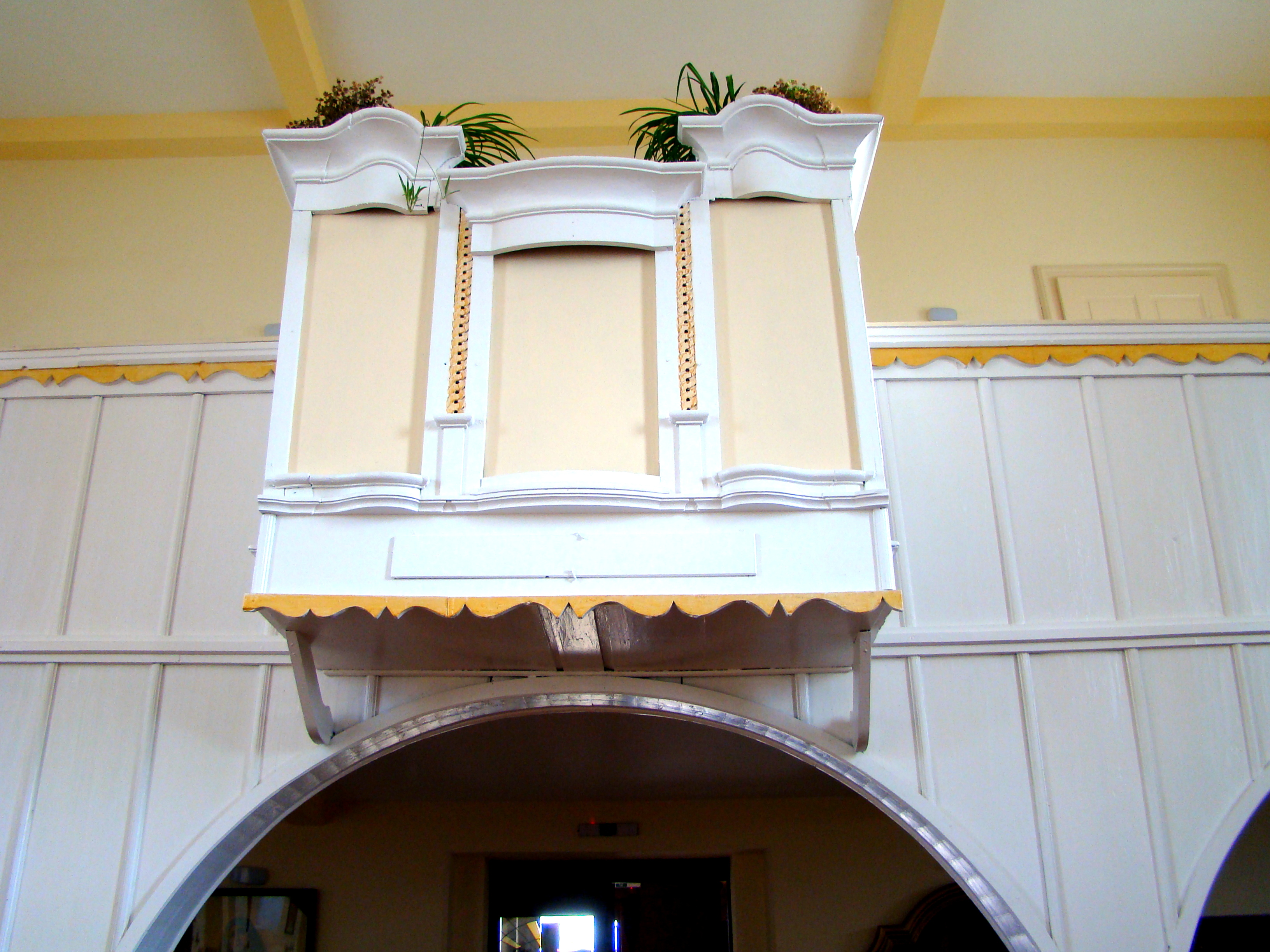
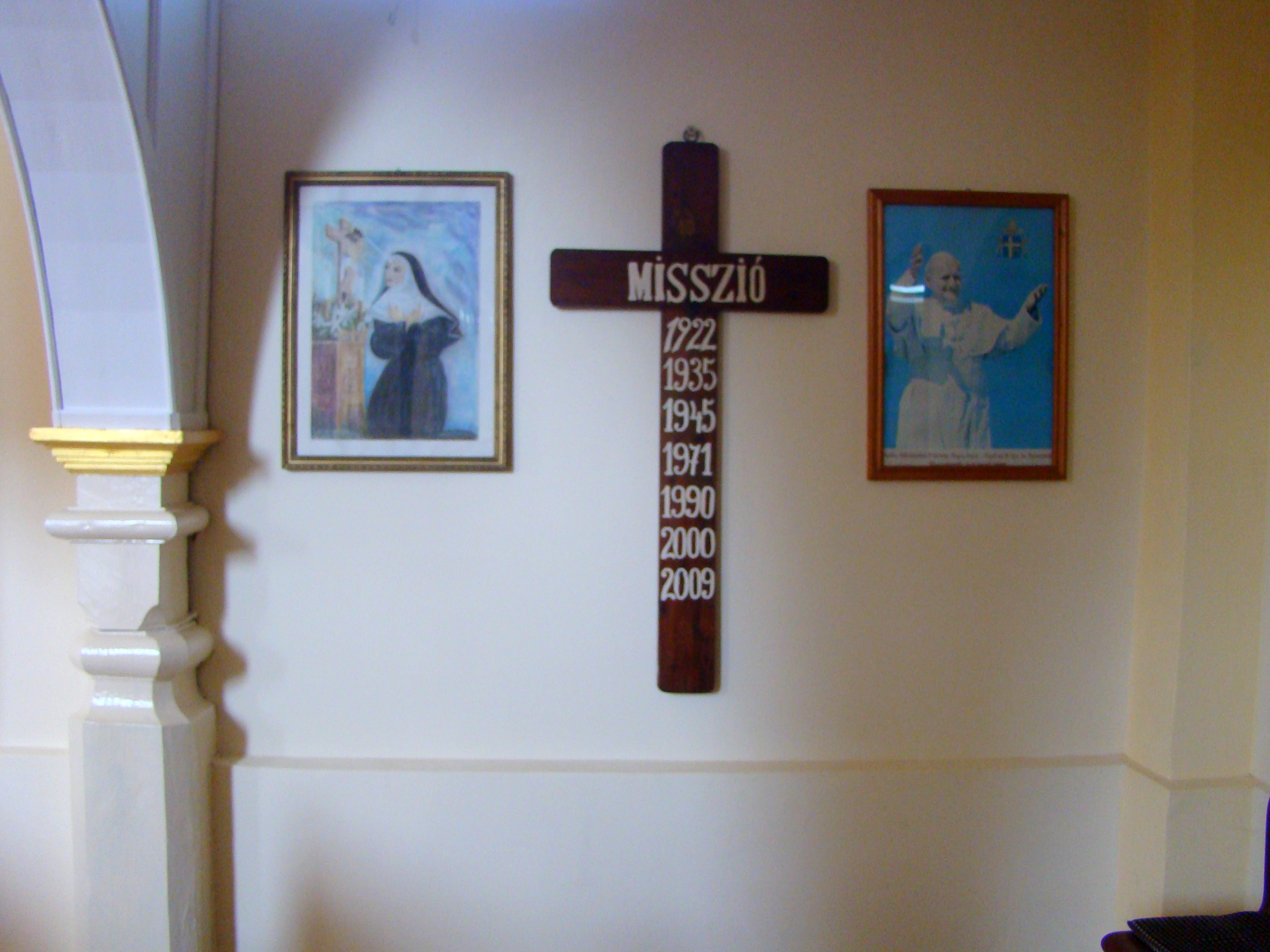
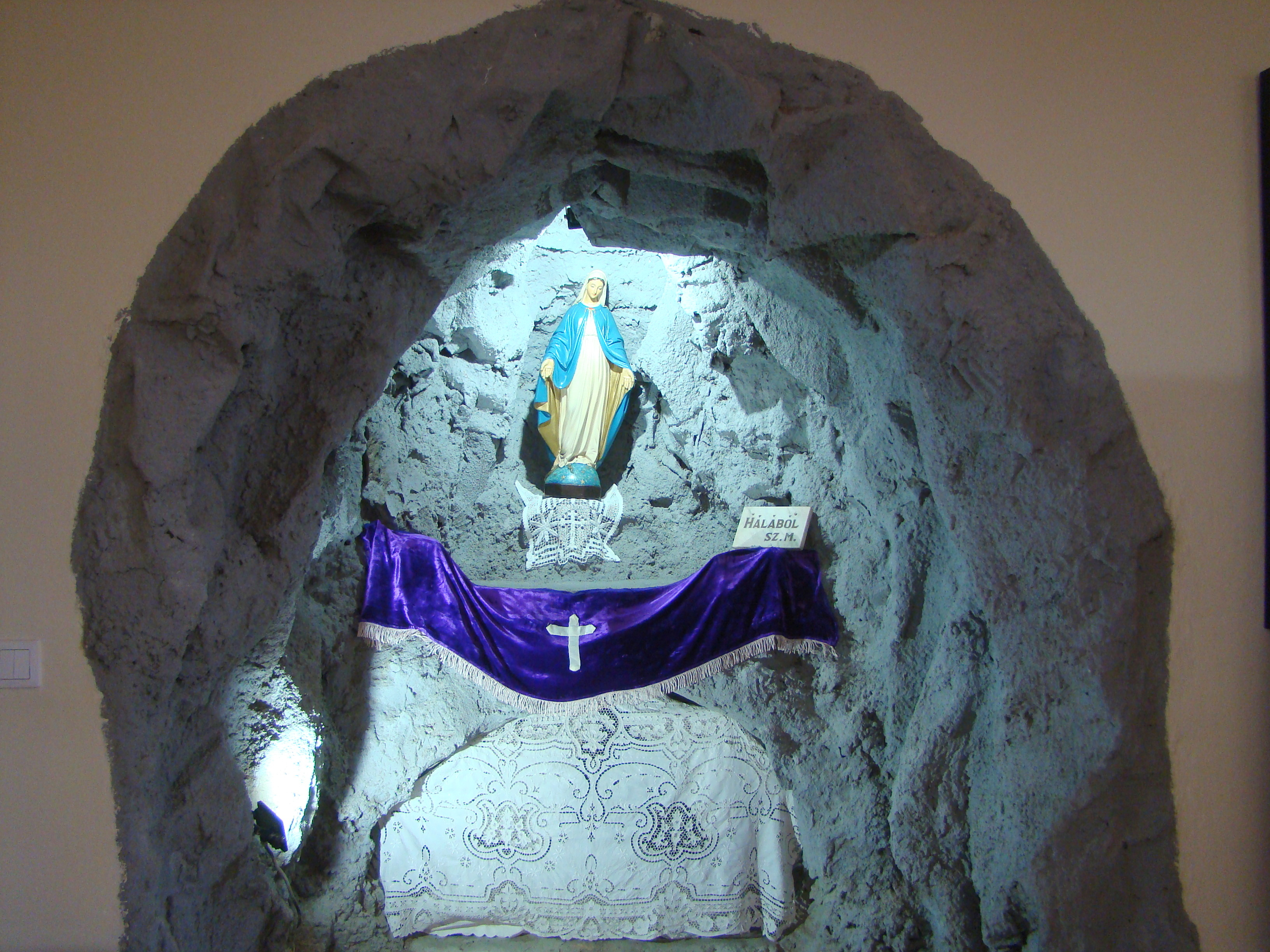
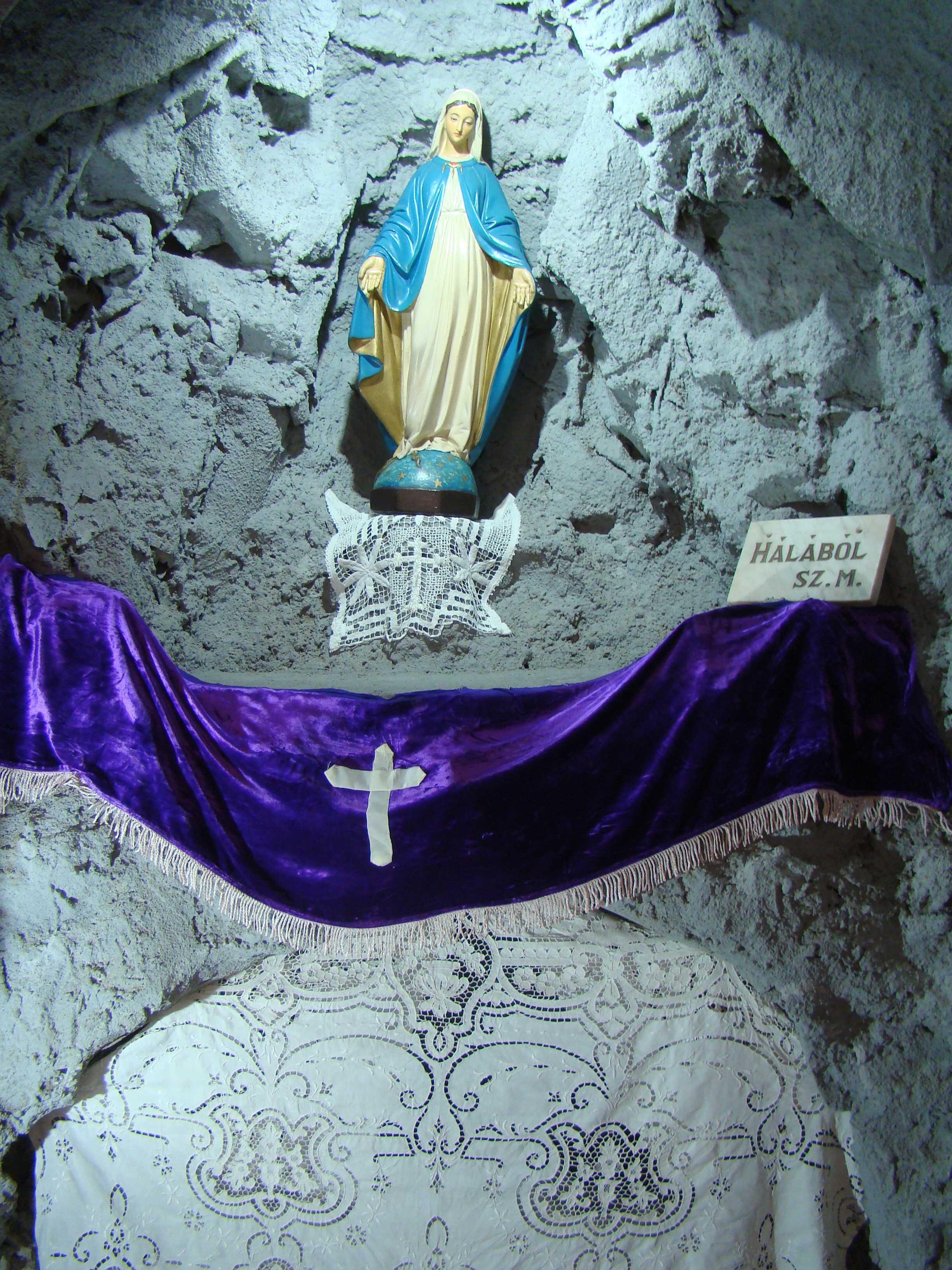
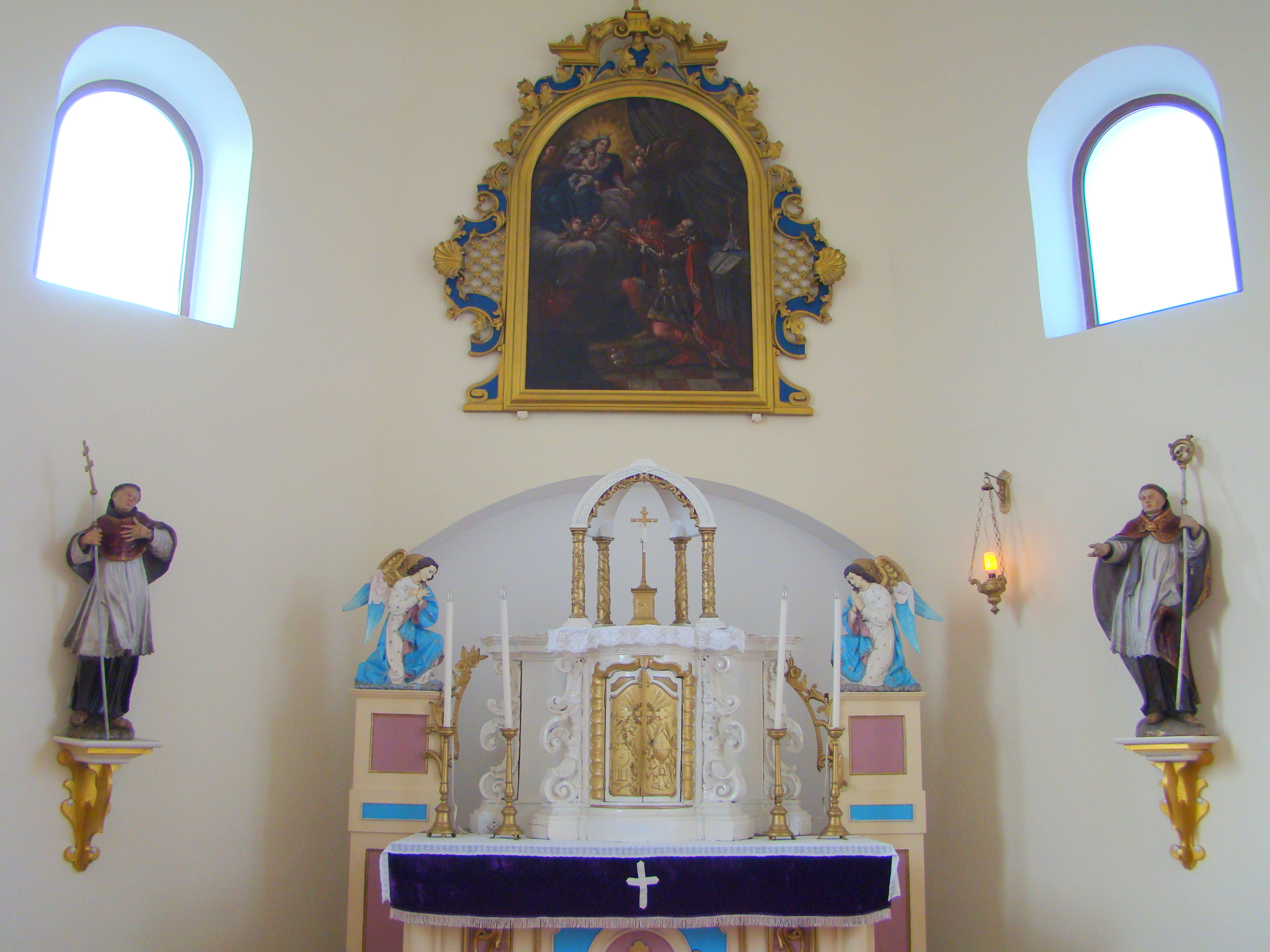